# Toni Martínez
Pour les articles homonymes, voir Martínez.
Antonio Martínez López, plus connu sous le nom de Toni Martínez, né le 30 juin 1997 à Barrio del Progreso (en) en Espagne, est un footballeur espagnol qui évolue au poste d'avant-centre au Deportivo Alavés.

## Biographie

### En club

#### Jeunesse et formation
Natif de Barrio del Progreso dans la région de Murcie en Espagne, Toni Martínez est formé par le Real Murcie avant de rejoindre en 2013 le centre de formation du Valence CF.

#### West Ham et Oxford
Le 22 avril 2016, Toni Martínez signe pour trois ans à West Ham United, en Angleterre. Il est dans un premier temps intégré à l'équipe réserve du club. Le 23 janvier 2017 il est prêté jusqu'à la fin de la saison à Oxford United, club de League One. Il fait ensuite son retour à West Ham et David Moyes, fraîchement arrivé sur le banc du club londonien lui donne sa chance en équipe première lors d'une rencontre de coupe d'Angleterre le 7 janvier 2018, contre Shrewsbury Town (0-0).

#### Prêts successifs
Le 13 août 2018, Toni Martínez est prêté pour une saison au Rayo Majadahonda, club évoluant alors en deuxième division espagnole. Il se met en évidence dès son premier match en marquant son premier but, le 19 août, lors de la première journée de championnat face au Real Saragosse. Son équipe s'incline toutefois par deux buts à un ce jour-là. Il ne parvient cependant pas à s'imposer marquant seulement deux buts au cours des 822 minutes qu'il a jouées, participant à 16 matches de championnat et deux en Copa del Rey. Son prêt est alors annulé en janvier 2019.

#### FC Famalicão
Le 22 juillet 2019, Toni Martínez s'engage librement et pour trois ans au FC Famalicão au Portugal. Il inscrit son premier but pour Famalicão le 10 août 2019, lors de la première journée de la saison 2019-2020 de première division portugaise contre le CD Santa Clara. Il ouvre le score au bout de cinq minutes de jeu, et son équipe s'impose par deux buts à zéro.

#### FC Porto
Le 4 octobre 2020, Toni Martínez s'engage en faveur du FC Porto. Il joue son premier match sous ses nouvelles couleurs le 17 octobre suivant contre le Sporting CP, en championnat. Il entre en jeu à la place de Moussa Marega et les deux équipes se neutralisent (2-2). Avec Porto il découvre la Ligue des champions, jouant son premier match le 9 décembre 2020 contre l'Olympiakos Le Pirée. Il est titularisé à la pointe de l'attaque avant d'être remplacé par Evanilson en fin de match. Porto s'impose par deux buts à zéro ce jour-là.

#### Deportivo Alavés
Le 27 août 2024, le Deportivo Alavés officialise l'arrivée de Toni Martínez pour quatre ans en échange de la somme de 2 millions d'euros.
Martínez se distingue dès son premier match sous ses nouvelles couleurs, le 28 août 2024, en marquant un but face à la Real Sociedad, lors d'une rencontre de Liga. Buteur quelques minutes après son entrée en jeu, il permet à son équipe de l'emporter par deux buts à un.

### En sélection
Toni Martínez reçoit quatre sélections avec l'équipe d'Espagne des moins de 17 ans. Il joue une rencontre amicale et trois rencontres lors des éliminatoires du championnat d'Europe.

## Statistiques
| Saison                | Club                    | Championnat           | Championnat | Championnat | Championnat | Coupe nationale | Coupe nationale | Coupe nationale | Coupe de la Ligue | Coupe de la Ligue | Coupe de la Ligue | Supercoupe | Supercoupe | Supercoupe | Compétition(s) continentale(s) | Compétition(s) continentale(s) | Compétition(s) continentale(s) | Compétition(s) continentale(s) | Total | Total | Total |
| Saison                | Club                    | Division              | M.          | B.          | P.d.        | M.              | B.              | P.d.            | M.                | B.                | P.d.              | M.         | B.         | P.d.       | Comp.                          | M.                             | B.                             | P.d.                           | M.    | B.    | P.d.  |
| 2016-2017             | West Ham United         | Premier League        | -           | -           | -           | -               | -               | -               | -                 | -                 | -                 | -          | -          | -          | -                              | -                              | -                              | -                              | 0     | 0     | 0     |
| 2016-2017             | Oxford United (prêt)    | League One            | 15          | 1           | 2           | 2               | 2               | 0               | -                 | -                 | -                 | -          | -          | -          | -                              | -                              | -                              | -                              | 17    | 3     | 2     |
| 2017-2018             | West Ham United         | Premier League        | -           | -           | -           | 3               | 0               | 1               | -                 | -                 | -                 | -          | -          | -          | -                              | -                              | -                              | -                              | 3     | 0     | 1     |
| 2017-2018             | Real Valladolid (prêt)  | Segunda División      | 11          | 1           | 0           | -               | -               | -               | -                 | -                 | -                 | -          | -          | -          | -                              | -                              | -                              | -                              | 11    | 1     | 0     |
| 2018-2019             | Rayo Majadahonda (prêt) | Segunda División      | 16          | 2           | 0           | 2               | 0               | 0               | -                 | -                 | -                 | -          | -          | -          | -                              | -                              | -                              | -                              | 18    | 2     | 0     |
| 2018-2019             | CD Lugo (prêt)          | Segunda División      | 13          | 1           | 0           | -               | -               | -               | -                 | -                 | -                 | -          | -          | -          | -                              | -                              | -                              | -                              | 13    | 1     | 0     |
| Sous-total            | Sous-total              | Sous-total            | 55          | 5           | 2           | 7               | 2               | 1               | 0                 | 0                 | 0                 | 0          | 0          | 0          | -                              | 0                              | 0                              | 0                              | 62    | 7     | 3     |
| 2019-2020             | FC Famalicão            | Primeira Liga         | 32          | 10          | 3           | 6               | 4               | 0               | 1                 | 0                 | 0                 | -          | -          | -          | -                              | -                              | -                              | -                              | 39    | 14    | 3     |
| Sous-total            | Sous-total              | Sous-total            | 32          | 10          | 3           | 6               | 4               | 0               | 1                 | 0                 | 0                 | 0          | 0          | 0          | -                              | 0                              | 0                              | 0                              | 39    | 14    | 3     |
| 2020-2021             | FC Porto                | Primeira Liga         | 18          | 7           | 0           | 3               | 1               | 0               | 2                 | 0                 | 0                 | 1          | 0          | 0          | C1                             | 3                              | 0                              | 0                              | 27    | 8     | 0     |
| 2021-2022             | FC Porto                | Primeira Liga         | 19          | 3           | 1           | 6               | 2               | 0               | 2                 | 0                 | 0                 | -          | -          | -          | C1+C3                          | 6+4                            | 0+2                            | 0                              | 37    | 7     | 1     |
| 2022-2023             | FC Porto                | Primeira Liga         | 31          | 5           | 5           | 7               | 6               | 1               | 4                 | 2                 | 1                 | 1          | 0          | 0          | C1                             | 7                              | 0                              | 0                              | 50    | 13    | 7     |
| 2023-2024             | FC Porto                | Primeira Liga         | 20          | 4           | 0           | 1               | 0               | 0               | 1                 | 0                 | 0                 | 1          | 0          | 0          | C1                             | 2                              | 0                              | 0                              | 25    | 4     | 0     |
| 2024-2025             | FC Porto                | Primeira Liga         | 1           | 0           | 0           | -               | -               | -               | -                 | -                 | -                 | -          | -          | -          | -                              | -                              | -                              | -                              | 1     | 0     | 0     |
| Sous-total            | Sous-total              | Sous-total            | 89          | 19          | 6           | 17              | 9               | 1               | 9                 | 2                 | 1                 | 3          | 0          | 0          | -                              | 22                             | 2                              | 0                              | 140   | 32    | 8     |
| 2024-2025             | Deportivo Alavés        | LaLiga                | 23          | 4           | 0           | 2               | 0               | 0               | -                 | -                 | -                 | -          | -          | -          | -                              | -                              | -                              | -                              | 25    | 4     | 0     |
| Total sur la carrière | Total sur la carrière   | Total sur la carrière | 199         | 38          | 11          | 32              | 15              | 2               | 10                | 2                 | 1                 | 3          | 0          | 0          | -                              | 22                             | 2                              | 0                              | 266   | 57    | 14    |

## Palmarès
FC Porto
- Champion du Portugal en 2022.
  - Vice-champion du Portugal en 2021 et 2023.
- Vainqueur de la Coupe du Portugal en 2022, 2023 et 2024.
- Vainqueur de la Supercoupe du Portugal en 2020, 2022 et 2024.
- Vainqueur de la Coupe de la Ligue en 2023.